# Nederländska Guldkusten
Nederländska Guldkusten (nederländska: Nederlandse Goudkust) eller Nederländska Guinea var de besittningar i Västafrika, som från 1598 lydde under nederländskt styre. Besittningen blev en av Nederländernas viktigare i Västafrika efter Fort Elmina erövrats från Portugal 1637, men blev mindre betydelsefull då slaveriet avskaffades under tidigt 1800-tal. Genom anglo-nederländska fördragen 1870-1871 kom området från den 6 april 1872 under brittiskt styre. 

### Fotnoter
1. ↑  ”Ghana” (på engelska). World Statesmen. http://www.worldstatesmen.org/Ghana.html. Läst 18 maj 2014.